# Związek regionalny

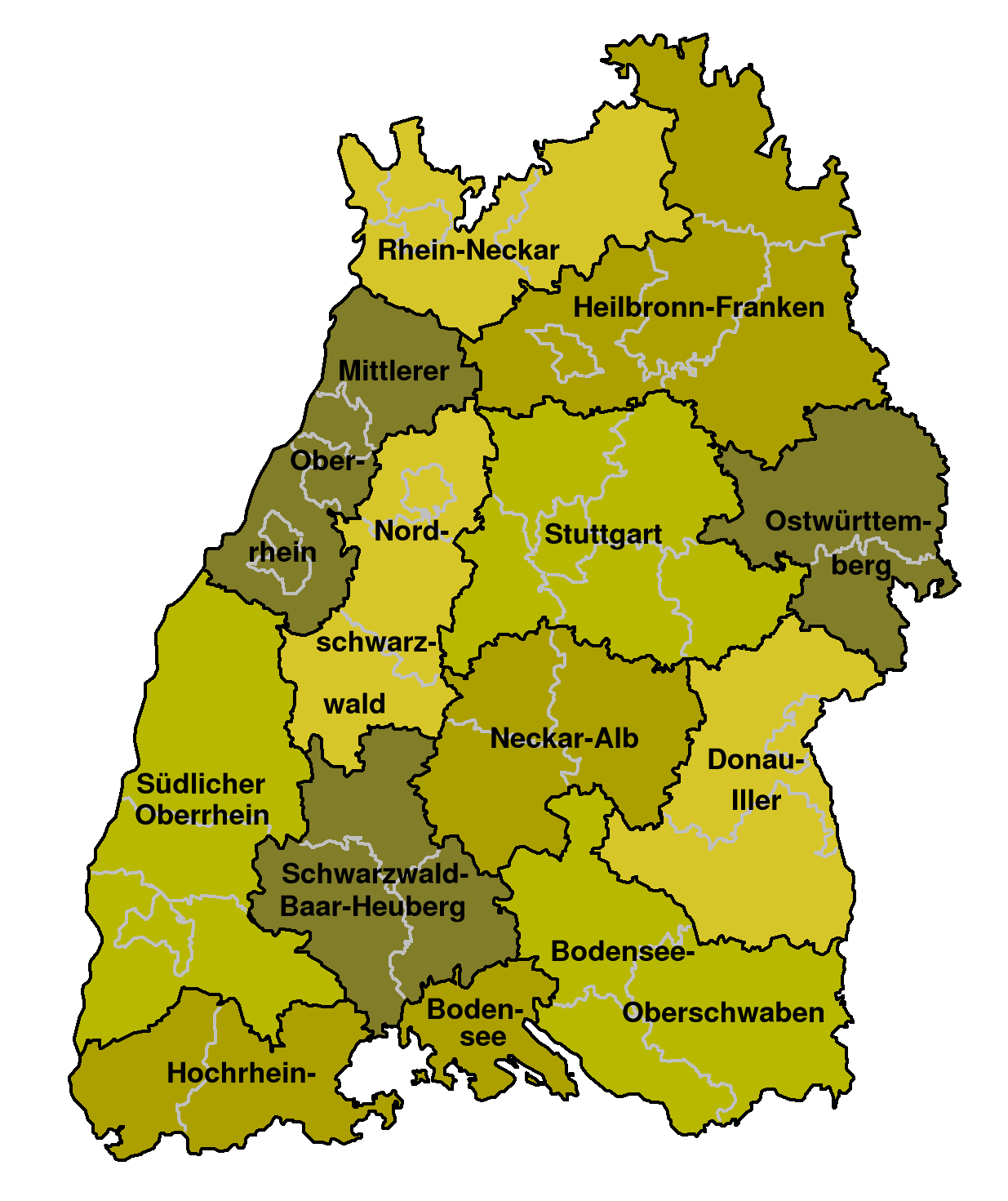
Regiony Badenii-Wirtembergii

Związek regionalny (niem. Regionalverband) – jednostka administracyjna w niemieckim kraju związkowym Badenia-Wirtembergia, pośredni między powiatem i rejencją.
Do zadań związku regionalnego należy głównie planowanie przestrzenne. Według granic regionów zorganizowany jest również system ubezpieczeń.
Jeden związek regionalny występuje również w kraju związkowym Saara pod nazwą związek regionalny Saarbrücken.